# 桂冠實業
桂冠實業股份有限公司（英語：Laurel Corporation，簡稱：桂冠食品、桂冠、桂冠食品集團 ），是一家總部位在臺灣的食品製造商，其主要產品大多屬冷凍食品。

## 歷史

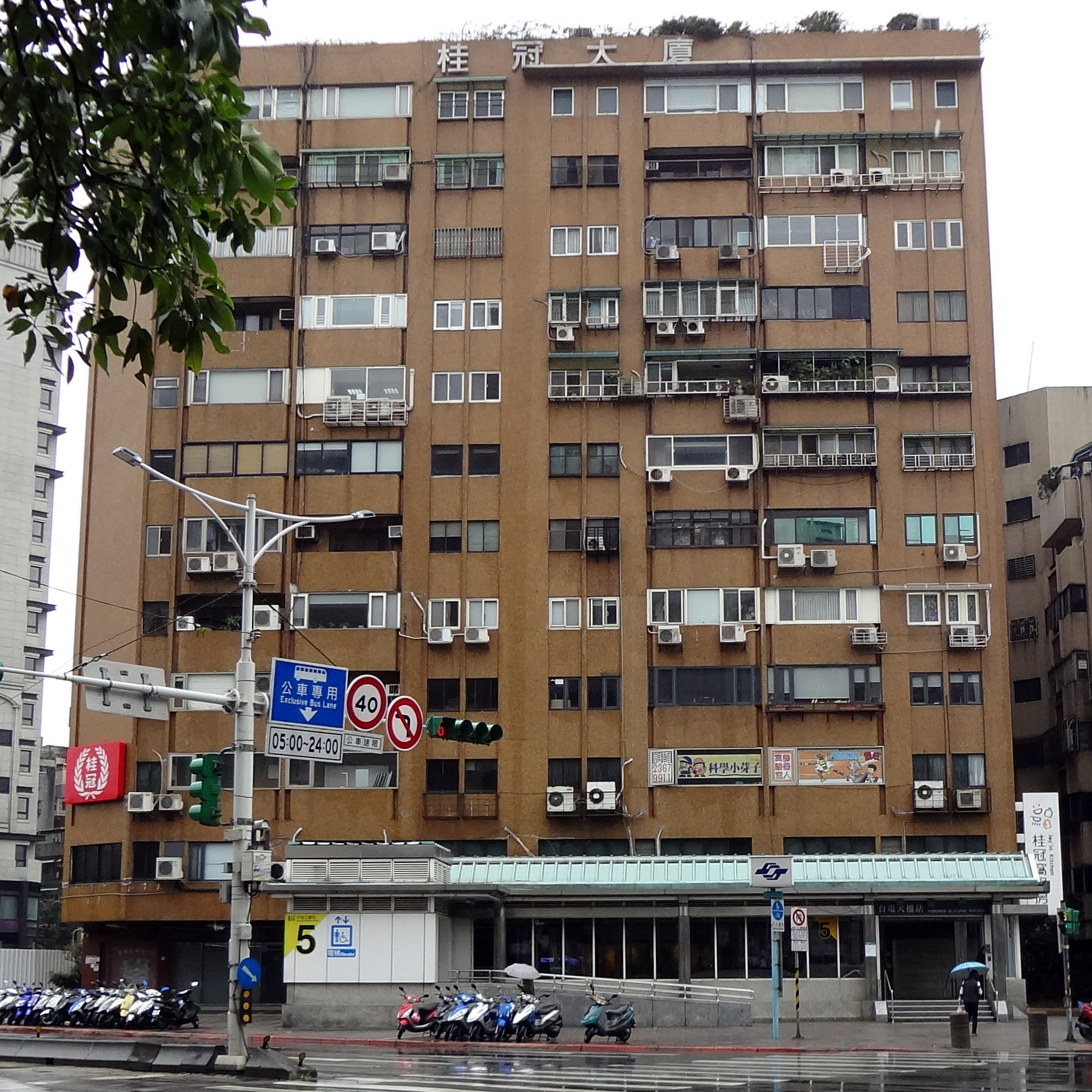
桂冠大廈，1樓為桂冠實業總部

1970年，桂冠實業成立，當時主要業務為冰塊製造與冷凍庫出租。
桂冠實業成立初期，共同創辦人王正明曾在位於臺北市萬大路的果菜批發市場擺設攤位，以透過周邊小販開拓其魚餃批發市場。在該銷路逐漸穩定後，桂冠實業又主動聯絡各傳統冰品經銷商將其冰櫃作為其產品之銷售通路。 
1980年，桂冠實業推出其首支電視廣告，並以「火鍋的主角，桂冠魚餃」作為宣傳口號；此後，桂冠實業之產品逐漸遍及家庭零售市場。
2014年，桂冠實業在捲入由頂新集團旗下食用油製造商正義公司引發的劣質油品事件後自行清查產品，主動向相關單位提報並進行回收措施。此後，桂冠實業產品用油改由其內部生產。此外，桂冠實業亦在對該事件提起的訴訟案中獲得新臺幣535萬元之賠償。
2016年11月，桂冠實業率先推出「抹茶湯圓」，引起廣大消費族群注目。

## 經營

### 管理平台
- 企業資源規劃系統[7]
- 食品安全管制系統[8]

### 組織單位
- 物流加工中心[9][10][11]
- 消費者意見室
- 實驗廚房
- 共同研發平台
- 食安風險管理團隊[12][13]
- 外食(業務用餐飲)服務團隊[8][14]

## 行銷
- 2014年7月25日，「桂冠窩廚房」成立，是桂冠公司從食品業邁向料理體驗服務的里程碑，期望能與消費者分享輕鬆備餐理念，共創餐桌上的幸福時光。

為了提供忙碌的現代人在有限的時間中仍可輕鬆下廚、樂享生活，窩廚房提出了「簡單做、開心吃」的生活提案，邀請大家一起用幸福調味！
窩廚房主要課程分成四大系列課程：「親子樂廚」、「飲食文化風格」、「桂冠輕鬆料理講堂」、及「世界味蕾」，無論是廚房初心者、忙碌上班族、新手爸媽，甚至銀髮族，都能找到適合自己豐富且實用的課程，化繁為簡地讓美味佳餚輕鬆上桌。
- 2016年，桂冠實業以「食食刻刻‧輕鬆滿足」為主題針對現代家庭生活模式進行行銷，並推出「簡單做、開心吃」系列備餐方案。[16][17]

## 關係企業
- 連益食品股份有限公司：

1983年成立，在2008年6月合併解散。 
- 上海世達食品有限公司：

1995年由桂冠實業投資組建，專業生產桂冠品牌速凍調理、冷餐沙拉類食品。
- 世達流通公司：

2008年成立
- 好食在股份有限公司：

2012年成立
- 艾琳農坊股份有限公司：

2013年成立
- 窩廚房廚藝教室：

2014年成立，前身為「漂流教室」

## 產品
- 桂冠湯圓系列
- 桂冠火鍋餃系列
- 桂冠日式火鍋料系列
- 桂冠丸類系列
- 桂冠雲吞系列
- 桂冠湯底包系列[25]
- 桂冠沙拉系列
- 桂冠豆腐系列
- 桂冠卡好餅皮系列[26]
- 桂冠Ohiyoǃ包子饅頭系列
- 桂冠（冷凍）飯類系列
- 桂冠（冷凍）麵類系列[2][27][28]
- 卡好饅頭派餅系列
- 營養卡好系列

## 外部連結
- 桂冠食品 （页面存档备份，存于）
- 桂冠輕鬆生活的Facebook專頁
- 桂冠食品Laurel的Instagram帳戶
- YouTube上的桂冠食品 Laurel頻道
- 桂冠食品 分享的食譜 - iCook 愛料理 （页面存档备份，存于）
- 桂冠窩廚房
- 桂冠窩廚房粉絲專頁的Facebook專頁
- 桂冠窩廚房的Instagram帳戶
- YouTube上的桂冠窩廚房頻道
- 台灣公司資料 （页面存档备份，存于）